# 余庆路 (上海)
余庆路，是中國上海市徐汇区的一条街道，南北走向，北起淮海中路，南至衡山路，长768米，宽15米到16米。
余庆路原名爱棠路（法語：Route Edan），1920年代初由上海法租界公董局修筑南段，以曾任法国驻沪领事爱棠命名。后来修通北段。1943年汪精卫政权接收上海法租界后改名余庆路。
余庆路沿路为上海住宅区，如190号现代装饰风格花园住宅，原上海市长陈毅和柯庆施旧居住（现为上海市委机关幼儿园）。余庆路与康平路口的爱棠大院为中共上海市委所在地，1966年康平路事件发生地。